# Slikken en schorren van de Dortsman
De Slikken en schorren van de Dortsman is een natuurgebied aan de kust tussen Sint Maartensdijk en Stavenisse op het Zeeuwse eiland Tholen. Het gebied is onderdeel van het Nationaal Park Oosterschelde en valt ook binnen het Natura 2000-gebied Oosterschelde.
Het betreft een gebied bestaande uit slikken en schorren langs de Oosterscheldekust. Het meet meer dan 6 km2 en wordt beheerd door Staatsbosbeheer.
Het gebied is een rust- en foerageerplaats voor water- en waadvogels, waarvan er soms honderdduizenden tegelijk kunnen worden waargenomen. Sinds de aanleg van de Oosterscheldekering is de invloed van de getijdewerking verminderd. De begroeide delen (schorren) worden begraasd door schapen.
Einde 2015 werd een broedeiland aangelegd, waar onder meer visdiefjes en kluten broeden.